# Campodorus callidulus
Campodorus callidulus är en stekelart som först beskrevs av Holmgren 1857.  Campodorus callidulus ingår i släktet Campodorus och familjen brokparasitsteklar. Arten är reproducerande i Sverige. Inga underarter finns listade.